# Jarosław Dobkowski
Jarosław Dobkowski (ur. 4 listopada 1975 w Olsztynie) – polski prawnik, doktor habilitowany nauk prawnych, profesor nadzwyczajny Uniwersytetu Warmińsko-Mazurskiego w Olsztynie, dziekan Wydziału Prawa i Administracji Uniwersytetu Warmińsko-Mazurskiego, specjalista w zakresie prawa administracyjnego.

## Życiorys
Ukończył studia administracyjne (1999) i prawnicze (2002) na Uniwersytecie Warmińsko-Mazurskim (studia z administracji rozpoczynał jeszcze na Wydziale Humanistycznym Wyższej Szkoły Pedagogicznej w Olsztynie), studiował także na Wydziale Mechanicznym olsztyńskiej Akademii Rolniczo-Technicznej. Po ukończeniu studiów był od 1999 asystentem w Zakładzie Prawa Administracyjnego na UWM. W 2006 na podstawie napisanej pod kierunkiem Janusza Sługockiego rozprawy pt. Pozycja prawnoustrojowa służb, inspekcji i straży ze szczególnym uwzględnieniem problematyki Policji otrzymał na Wydziale Prawa i Administracji Uniwersytetu Szczecińskiego stopień naukowy doktora nauk prawnych w zakresie prawa, specjalność: prawo administracyjne. Tam też na podstawie dorobku naukowego oraz rozprawy pt. Administracyjne stosunki łączące Policję z samorządem terytorialnym uzyskał w 2014 stopień doktora habilitowanego nauk prawnych w zakresie prawa, specjalność: prawo administracyjne.
Został adiunktem, a następnie profesorem nadzwyczajnym Uniwersytetu Warmińsko-Mazurskiego w Olsztynie na Wydziale Prawa i Administracji w Katedrze Prawa Administracyjnego i Nauki o Administracji oraz kierownikiem tej katedry. Był także nauczycielem akademickim Wyższej Szkoły Policji w Szczytnie na Wydziale Administracji w Instytucie Nauk Prawnych. Był również nauczycielem akademickim w Kujawsko-Pomorskiej Szkole Wyższej w Bydgoszczy. Jest zatrudniony jako członek etatowy w Samorządowym Kolegium Odwoławczym w Olsztynie.
W 2019 powołano go na dziekana Wydziału Prawa i Administracji Uniwersytetu Warmińsko-Mazurskiego.
W 2020 został wskazany przez Radę Uczelni UWM na kandydata na rektora Uniwersytetu Warmińsko-Mazurskiego w Olsztynie. Nie został jednak wybrany, został natomiast 1 września 2020 powołany na kolejną kadencję na stanowisko dziekana Wydziału Prawa i Administracji (2020–2024). Jest także przewodniczącym Rady Naukowej dyscypliny nauki prawne na UWM na kadencję 2019–2021. W 2021 został ekspertem Polskiej Komisji Akredytacyjnej. Od 2022 r. jest członkiem Rady Legislacyjnej XIV kadencji.

## Odznaczenia
- Brązowy Krzyż Zasługi (2022)[11]